# Jan Kružić z Lupoglavy
Jan Kružić z Lupoglavy / Lepoglavy (maďarsky Lepoglavai Krusich János, slovensky Ján Krušič, 16. století, ? – červenec/srpen 1580, Vídeň) byl chorvatský a uherský šlechtic z rodu Kružićů, vrchní hejtman Liptovské župy, hejtmanem hornické oblasti v Horních Uhrách a kapitánem Krupiny v letech 1553-1562 a 1566-1577.

## Život
Narodil se pravděpodobně jako syn vojevůdce Petra Kružiće.
V říjnu 1558 jako kapitán Krupiny zastavil za 7000 forintů čabradský hrad, druhé největší panské sídlo v Hontské župě. 
Když se stal kapitánem hradu Krupina, měšťané si na vojáky stěžovali. V roce 1562 byl pod vedením Jana Balassy, hejtmana Zvolena a generálního kapitána hornické oblasti, zajat v bitvě u Szécsény. Do 13. srpna 1565 byl vězněn v Konstantinopoli. 
V roce 1568, po smrti Štěpána Dersffyho, byl dočasně pověřen velením Zadunají. V té době trávil čas hlavně v Šuranech. Několikrát navštívil Vídeň, aby vyřídil pozůstalost, která mu byla svěřena, protože byly soudem opomenuty. Na přelomu let 1576-1577 rezignoval na kapitánství Krupiny.

### Manželství a potomstvo
Jeho manželkou byla od roku 1559 Kateřina Pálffyová (1542–1616), dcera Petra Pálffyho z Csábrágu (1515–1568) a jeho manželky Žofie Dersffyové z Szerdahely (* kolem roku 1517 – † před rokem 1569). Z jejich manželství se narodila dcera Helena, které se dvořil i básník Valentín Balaša, se nakonec stala manželkou Maxmiliána z Ditrichštejna. Sňatkem nabyl panství Čabraď-Sitno. 
Jan Kružić z Lupoglavy zemřel v létě roku 1580 ve Vídni, kde byl také pohřben. Po jeho smrti se ovdovělá Kateřina v roce 1582 provdala za Štěpána I. z Illésházy, pozdějšího uherského palatina.